# 瀧中瞭太
瀧中 瞭太（たきなか りょうた、1994年12月20日 - ）は、滋賀県高島市出身のプロ野球選手（投手）。右投右打。東北楽天ゴールデンイーグルス所属。

## 来歴

### プロ入り前
高島市立新旭北小学校3年時に新旭スポーツ少年団で野球を始め、高島市立湖西中学校では軟式野球部に所属。
滋賀県立高島高等学校進学後、2年秋からエースとして活躍。3年の夏の滋賀県大会1回戦の滋賀県立長浜農業高等学校戦では9回2安打無四球の完封勝利を収め、107球中変化球は僅か1球のみという投球だった。2回戦の近江高等学校戦では0-4で敗れた。
龍谷大学進学後、1年の5月に右肘靭帯の手術を行い、2年春からリーグ戦に登板。2年春はリリーフとしてリーグ優勝。第63回全日本大学野球選手権大会では初戦の国際武道大学戦、7回からマウンドに上がり、2回1/3を無失点に抑え、勝利に貢献した。2年秋から先発を務め、4年春にはリーグ新記録の7者連続三振を記録。さらには自己最速の150km/hを記録した。リーグ通算16勝。複数のプロ球団から注目されたが、甲元訓監督からの誘いもあり、Honda鈴鹿へ入社した。
Honda鈴鹿入社後、1年目から主力として活躍。2年目には体の開きを抑えたフォームとカットボールを習得し、第89回都市対抗野球大会では三菱日立パワーシステムズ戦でリリーフで2回2/3を投げ、6奪三振無失点の好投を見せた。ドラフトでも注目されたが、指名漏れ。直後の第44回社会人野球日本選手権大会では初戦の沖縄電力戦を1回1/3を4奪三振、2回戦の大阪ガス戦を5回6奪三振、いずれも無失点とベスト8進出に貢献した。3年目の第45回社会人野球日本選手権大会では初戦で前年と同じく大阪ガスと対戦し、延長11回165球を投じるもサヨナラ負けを喫した。
2019年10月17日に行われたプロ野球ドラフト会議では、東北楽天ゴールデンイーグルスから6位指名を受け、契約金3000万円、年俸900万円（金額は推定）という条件で入団した。背番号は57。

### 楽天時代
2020年は開幕二軍スタートとなったが、二軍では9試合（8先発）の登板で2勝1敗・防御率1.72と結果を残し、9月19日の福岡ソフトバンクホークス戦でプロ初登板初先発。5回1/3を5安打1失点と好投するも勝敗は付かなかった。4度目の先発登板となった10月11日の埼玉西武ライオンズ戦で8回2/3を5安打2失点と好投し、プロ初勝利を挙げた。昇格後は一度も出場選手登録を抹消されることなく先発ローテーションを守り、ルーキーイヤーは一軍で8試合（8先発）に登板。2勝1敗・防御率3.40という成績を残し、オフに400万円増の推定年俸1300万円で契約を更改した。またイースタン・リーグの優秀選手賞を受賞した。
2021年は涌井秀章・田中将大・岸孝之・則本昂大と実績のある投手に加え、ドラフト1位ルーキー早川隆久と早々に5名が開幕ローテーションに当確していた中で最後の1枠を勝ち取り、開幕6戦目の千葉ロッテマリーンズ戦に先発したものの、1回2/3で10失点を喫して降板した。しかし、首脳陣からの期待もあり再びチャンスを与えられると、4月8日の西武戦では7回無失点の力投で期待に応え、先発6番手という立場もあり、日程の関係で登板間隔が空くことも少なくなかったが、その後も一軍での先発登板を重ねていった。9月8日の北海道日本ハムファイターズ戦で6回無失点と好投すると、涌井の不調もあって先発ローテーションに定着し、9月は4先発で3勝・防御率0.74を記録。10月に入っても好調を維持し、同23日のソフトバンク戦では6回1失点の好投でチームのCS進出を決定させたと共にシーズン10勝目を挙げ、自身初の2桁勝利を達成した。この年、ZOZOマリンスタジアムでは2試合に先発するもわずか4イニングで16失点、0勝2敗・防御率36.00と大きな課題は残したが、その他の球場では18試合の先発で防御率1.90と安定。特に7月に移籍してきた炭谷銀仁朗とバッテリーを組むようになってからはその安定感が増し、20試合の先発で10勝5敗・防御率3.21を記録し、飛躍の1年となった。オフに1700万円増となる推定年俸3000万円で契約を更改した。
2022年も開幕ローテーション入りし、開幕3試合目のロッテ戦での登板が予定されていたが、開幕2試合目が雨天中止となった影響で、3月31日のオリックス・バファローズ戦でシーズン初登板初先発。6回5安打3四死球無失点という内容で勝敗は付かず、その後も試合を作りながら白星に恵まれない登板が目立った。交流戦に入ると調子を落とし、5月27日の東京ヤクルトスワローズ戦では塩見泰隆に3打席連続ホームランを打たれるなど、5回6失点で敗戦投手。続く6月3日の横浜DeNAベイスターズ戦でも宮﨑敏郎に2点本塁打、牧秀悟に3点本塁打を打たれ、3回5失点で敗戦投手となり、翌4日に出場選手登録を抹消された。7月20日に一軍へ再昇格し、同日のソフトバンク戦では7回5安打無四球1失点の好投で勝利投手となったが、続く7月29日の日本ハム戦では7回2失点（自責点0）ながらも敗戦投手。8月10日にはスクリーニング検査で新型コロナウイルス陽性判定を受け、翌11日の先発予定を回避し、離脱を余儀なくされた。8月22日に二軍で実戦復帰、9月6日のソフトバンク戦で一軍復帰を果たしたものの、復帰後は不本意な投球が続き、この年は15試合の先発登板で2勝9敗・防御率4.62という成績にとどまった。オフに400万円減となる推定年俸2600万円で契約を更改した。
2023年、前年オフからテイクバックを小さくした投球フォームの改造に取り組み、3年連続で開幕ローテーション入り。開幕2試合目の日本ハム戦でシーズン初登板初先発となり、5回1/3を1失点で勝敗は付かなかった。続く4月8日のロッテ戦で3回2/3を3失点で降板し、次の先発予定試合が雨天中止となると、同16日に出場選手登録を抹消された。4月27日のソフトバンク戦に先発し、6回途中2失点でシーズン初黒星を喫したものの、続く5月6日の日本ハム戦で7回無失点と好投し、シーズン初勝利。さらに同14日の西武戦では9回一死までノーヒットピッチング、8回1/3を1安打3四球9奪三振無失点の快投で勝利投手となった。ただ、その後の2先発では試合を作れず、6月2日に登録抹消。6月21日の中日ドラゴンズ戦で先発機会を得たが、5回5失点で敗戦投手となり、翌22日に出場選手登録を抹消された。その後の一軍再昇格は果たせずにシーズンを終え、この年は8試合の先発登板で2勝4敗・防御率3.83という成績にとどまり、オフに300万円減となる推定年俸2300万円で契約を更改した。
2024年、前年は小さくしていたテイクバックを元に戻した。4月20日の西武戦でシーズン初登板初先発となり、6回2失点で勝敗は付かず、続く同28日のロッテ戦では3回5失点で敗戦投手となり、翌29日に登録抹消。ただ、6月29日の西武戦に先発して以降は、本人が「最後までローテーションをきっちり中6で回れたかっていうと、そうではないですけど、イニングを投げる試合も多かったですし、そういう面では昨年に比べると1歩前進かなと思います」と振り返ったように、3度の登録抹消がありながらも10試合に先発登板し、6回未満で降板したのは1試合のみと安定してイニングを稼いだ。この年は12試合の先発登板で4勝6敗・防御率4.16を記録。オフに500万円増となる推定年俸2800万円で契約を更改した。
2025年は春季キャンプから二軍暮らしが続いていたが、4月16日のソフトバンク戦から一軍で先発ローテーションを回り、開幕2戦2勝をマーク。ただ、その後の5先発では援護点が無く、自身4連敗を喫し、6月8日に出場選手登録を抹消された。同18日のヤクルト戦に先発すると、投手としては交流戦史上初となる3四球で出塁し、2得点を記録。投げては味方の守備に足を引っ張られながらも、7回2失点（自責点0）と好投し、約2か月ぶりの白星となるシーズン3勝目を挙げた。さらに7月12日のソフトバンク戦でも9回4安打無四死球2奪三振無失点と好投し、シーズン4勝目をプロ初完投初完封で飾った。

## 選手としての特徴
| 球種           | 配分 % | 平均球速 km/h | 被打率 |
| -------------- | ------ | ------------- | ------ |
| ストレート     | 35.0   | 143.4         | .306   |
| スライダー     | 20.0   | 127.1         | .240   |
| シンカー       | 16.5   | 137.7         | .313   |
| カーブ         | 12.9   | 104.5         | .250   |
| フォーク       | 08.5   | 129.7         | .350   |
| カットボール   | 05.9   | 137.4         | .188   |
| チェンジアップ | 01.3   | 127.4         | .000   |

スライダー、シンカー、カーブ、フォーク、カットボール、チェンジアップ、ツーシームと非常に多彩な変化球を操る。
ストレートの最速はアマチュア時代に152km/h、プロ入り後は148km/hを計測している。

## 人物
中学校の同級生である一般女性と2021年シーズン終了後に結婚している。

## 詳細情報

### 年度別投手成績
| 年 度     | 球 団     | 登 板 | 先 発 | 完 投 | 完 封 | 無 四 球 | 勝 利 | 敗 戦 | セ 丨 ブ | ホ 丨 ル ド | 勝 率 | 打 者 | 投 球 回 | 被 安 打 | 被 本 塁 打 | 与 四 球 | 敬 遠 | 与 死 球 | 奪 三 振 | 暴 投 | ボ 丨 ク | 失 点 | 自 責 点 | 防 御 率 | W H I P |
| --------- | --------- | ----- | ----- | ----- | ----- | -------- | ----- | ----- | -------- | ----------- | ----- | ----- | -------- | -------- | ----------- | -------- | ----- | -------- | -------- | ----- | -------- | ----- | -------- | -------- | ------- |
| 2020      | 楽天      | 8     | 8     | 0     | 0     | 0        | 2     | 1     | 0        | 0           | .667  | 182   | 45.0     | 34       | 1           | 15       | 0     | 3        | 29       | 1     | 0        | 18    | 17       | 3.40     | 1.09    |
| 2021      | 楽天      | 20    | 20    | 0     | 0     | 0        | 10    | 5     | 0        | 0           | .667  | 427   | 103.2    | 97       | 10          | 27       | 0     | 4        | 75       | 0     | 0        | 40    | 37       | 3.21     | 1.20    |
| 2022      | 楽天      | 15    | 15    | 0     | 0     | 0        | 2     | 9     | 0        | 0           | .182  | 346   | 78.0     | 94       | 12          | 27       | 0     | 3        | 42       | 1     | 0        | 44    | 40       | 4.62     | 1.55    |
| 2023      | 楽天      | 8     | 8     | 0     | 0     | 0        | 2     | 4     | 0        | 0           | .333  | 179   | 42.1     | 45       | 3           | 11       | 0     | 1        | 18       | 4     | 0        | 20    | 18       | 3.83     | 1.32    |
| 2024      | 楽天      | 12    | 12    | 0     | 0     | 0        | 4     | 6     | 0        | 0           | .400  | 292   | 71.1     | 74       | 6           | 14       | 2     | 1        | 26       | 1     | 0        | 36    | 33       | 4.16     | 1.23    |
| 通算：5年 | 通算：5年 | 63    | 63    | 0     | 0     | 0        | 20    | 25    | 0        | 0           | .444  | 1426  | 340.1    | 344      | 32          | 94       | 2     | 12       | 190      | 7     | 0        | 158   | 145      | 3.83     | 1.29    |

- 2024年度シーズン終了時

### 年度別守備成績
| 年 度 | 球 団 | 投手  | 投手  | 投手  | 投手  | 投手  | 投手     |
| 年 度 | 球 団 | 試 合 | 刺 殺 | 補 殺 | 失 策 | 併 殺 | 守 備 率 |
| ----- | ----- | ----- | ----- | ----- | ----- | ----- | -------- |
| 2020  | 楽天  | 8     | 3     | 7     | 0     | 0     | 1.000    |
| 2021  | 楽天  | 20    | 3     | 7     | 2     | 0     | .833     |
| 2022  | 楽天  | 15    | 8     | 16    | 0     | 0     | 1.000    |
| 2023  | 楽天  | 8     | 1     | 8     | 0     | 0     | 1.000    |
| 2024  | 楽天  | 12    | 4     | 15    | 1     | 2     | .950     |
| 通算  | 通算  | 63    | 19    | 53    | 3     | 2     | .960     |

- 2024年度シーズン終了時
- 各年度の太字はリーグ最多

### 記録
初記録
投手記録
- 初登板・初先発登板：2020年9月19日、対福岡ソフトバンクホークス17回戦（福岡PayPayドーム）、5回1/3を1失点1奪三振で勝敗つかず[16]
- 初奪三振：同上、4回裏に中村晃から見逃し三振
- 初勝利・初先発勝利：2020年10月11日、対埼玉西武ライオンズ19回戦（楽天生命パーク宮城）、8回2/3を2失点[17]
- 初完投・初完投勝利・初完封勝利：2025年7月12日、対福岡ソフトバンクホークス13回戦（楽天モバイルパーク宮城）、9回4被安打2奪三振[89]

打撃記録
- 初打席：2021年5月27日、対読売ジャイアンツ3回戦（東京ドーム）、2回表に横川凱から二ゴロ

### 背番号
- 57（2020年[14] - ）